# Aït-Boumahdi
Aït-Boumahdi é uma cidade e comuna localizada na província de Tizi Ouzou, no norte da Argélia. Em 2008, sua população era de 6 113 habitantes.